# بخش بتول
بخش بتول (به انگلیسی: Betul district) یک منطقهٔ مسکونی در هند است که در Narmadapuram division واقع شده‌است. بخش بتول ۱۰٬۰۴۳ کیلومتر مربع مساحت و ۱٬۵۷۵٬۳۶۲ نفر جمعیت دارد.